# Lorenzo Lazzari (calciatore)
Lorenzo Lazzari (Città di San Marino, 6 giugno 2003) è un calciatore sammarinese, centrocampista del Pietracuta e della nazionale sammarinese.

## Caratteristiche tecniche
Lazzari è un centrocampista abile negli inserimenti senza palla, in grado di dettare i ritmi di gioco e di impostare l'azione.

## Carriera

### Club

#### San Marino
Muove i suoi primi passi nella San Marino Academy. 
Nell'estate 2022 viene tesserato dal Victor San Marino, militante in Eccellenza. Esordisce con i biancoazzurri il 28 agosto, giocando da titolare nella vittoria casalinga contro il Russi (1-0) nella prima giornata di campionato. Realizza la sua prima rete con i sammarinesi il 28 settembre, aprendo le marcature al 24º minuto nella partita Sant'Ermete-Victor San Marino (0-3), valida per i trentaduesimi di finale della fase regionale di Coppa Italia Dilettanti. Trova la sua prima rete in campionato l'8 dicembre, siglando il gol del momentaneo 2-2 nella vittoria casalinga contro il Sanpaimola per 5-2 nella 18ª giornata. Nel mese di marzo rinnova il contratto con i biancoazzurri fino al 30 giugno 2026. Conclude il campionato con 32 presenze e 5 
reti, risultando tra i protagonisti della vittoria del campionato e della promozione del Victor San Marino in Serie D. A fine 
stagione riceve il Golden Boy, premio assegnato ogni anno al miglior calciatore sammarinese under 23 dalla Federazione Sammarinese Giuoco Calcio.
Nella stagione successiva esordisce, da titolare, il 27 agosto nella partita persa per 1-0 sul campo dell'Imolese, valida per il turno preliminare di Coppa Italia Serie D. Il 10 settembre debutta in Serie D, giocando da titolare nella partita Victor San Marino-Fanfulla (1-1), valida per la prima giornata di campionato. Termina la stagione, che vede i biancoazzurri arrivare quarti in campionato e eliminati nelle semifinali dei play-off, con 15 presenze.
Disputa con la società biancoazzurra (nel frattempo rinominata San Marino) anche la prima parte della stagione 2024-2025. Gioca la sua prima partita il 23 ottobre, subentrando all'83º minuto nella gara casalinga persa contro il Prato (0-3) nell'8ª giornata di campionato. Chiude la prima parte di stagione con 3 presenze.

#### Pietracuta
Il 18 dicembre 2024 si trasferisce in prestito fino al termine della stagione al Pietracuta, in Eccellenza. Debutta con i marecchiesi il 21 dicembre seguente, subentrando al 73º minuto nella partita casalinga vinta per 1-0 contro il Granamica, valida per il recupero dell'8ª giornata di campionato. Segna la sua prima rete con i rossoblù il 19 gennaio, sbloccando il risultato al 19' di Pietracuta-Solarolo (2-2), alla 20ª giornata di campionato. Conclude la seconda parte di stagione, che vede i romagnoli arrivare terzi in campionato e eliminati in finale dei play-off di girone, con 17 presenze e 3 gol.
Il 5 agosto 2025, dopo aver ottenuto la risoluzione del contratto che lo legava al San Marino, firma con il Pietracuta per un'altra stagione.

### Nazionale

#### Nazionali giovanili
Ha rappresentato le nazionali sammarinesi under 16, under 17 e under 19. Il 29 marzo 2022 esordisce nella nazionale under 21, giocando da titolare nel pareggio casalingo contro la Lettonia (0-0) nelle qualificazioni al campionato europeo di categoria del 2023; con la nazionale under 21 totalizza 4 presenze.

#### Nazionale maggiore
Debutta in nazionale maggiore il 17 novembre 2022, all'età di 19 anni e 5 mesi, subentrando al 57' al posto di Marcello Mularoni in una partita amichevole contro Santa Lucia, terminata 1-1; nella stessa occasione realizza al 93º minuto la sua prima rete in nazionale, quella del definitivo 1-1. È il terzo sammarinese – dopo Nicola Ciacci e Alex Gasperoni – ad andare a segno al debutto in nazionale.
Il 18 novembre 2024 mette a segno la sua seconda rete in nazionale, siglando il gol del momentaneo 1-1 al 46º minuto di Liechtenstein-San Marino (1-3) di Nations League; con questa vittoria San Marino vince il proprio gruppo nella Lega D di Nations League e ottiene per la prima volta la promozione in Lega C.

## Statistiche

### Presenze e reti nei club
Statistiche aggiornate al 18 maggio 2025.
| Stagione          | Squadra           | Campionato        | Campionato | Campionato | Coppe nazionali | Coppe nazionali | Coppe nazionali | Coppe continentali | Coppe continentali | Coppe continentali | Altre coppe | Altre coppe | Altre coppe | Totale | Totale |
| Stagione          | Squadra           | Comp              | Pres       | Reti       | Comp            | Pres            | Reti            | Comp               | Pres               | Reti               | Comp        | Pres        | Reti        | Pres   | Reti   |
| ----------------- | ----------------- | ----------------- | ---------- | ---------- | --------------- | --------------- | --------------- | ------------------ | ------------------ | ------------------ | ----------- | ----------- | ----------- | ------ | ------ |
| 2022-2023         | San Marino        | Ecc.              | 32         | 5          | CI-Dil          | 3               | 1               | -                  | -                  | -                  | SE          | 1           | 0           | 36     | 6      |
| 2023-2024         | San Marino        | D                 | 14         | 0          | CI-D            | 1               | 0               | -                  | -                  | -                  | -           | -           | -           | 15     | 0      |
| lug.-dic. 2024    | San Marino        | D                 | 3          | 0          | CI-D            | 0               | 0               | -                  | -                  | -                  | -           | -           | -           | 3      | 0      |
| Totale San Marino | Totale San Marino | Totale San Marino | 49         | 5          |                 | 4               | 1               |                    | -                  | -                  |             | 1           | 0           | 54     | 6      |
| dic. 2024-2025    | Pietracuta        | Ecc.              | 15+2       | 2+1        | CI-Dil          | 0               | 0               | -                  | -                  | -                  | -           | -           | -           | 17     | 3      |
| 2025-2026         | Pietracuta        | Ecc.              | 0          | 0          | CI-Dil          | 0               | 0               | -                  | -                  | -                  | -           | -           | -           | 0      | 0      |
| Totale Pietracuta | Totale Pietracuta | Totale Pietracuta | 17         | 3          |                 | 0               | 0               |                    | -                  | -                  |             | 0           | 0           | 17     | 3      |
| Totale carriera   | Totale carriera   | Totale carriera   | 66         | 8          |                 | 4               | 1               |                    | -                  | -                  |             | 1           | 0           | 71     | 9      |

### Cronologia presenze e reti in nazionale
| Cronologia completa delle presenze e delle reti in nazionale ― San Marino | Cronologia completa delle presenze e delle reti in nazionale ― San Marino | Cronologia completa delle presenze e delle reti in nazionale ― San Marino | Cronologia completa delle presenze e delle reti in nazionale ― San Marino | Cronologia completa delle presenze e delle reti in nazionale ― San Marino | Cronologia completa delle presenze e delle reti in nazionale ― San Marino | Cronologia completa delle presenze e delle reti in nazionale ― San Marino | Cronologia completa delle presenze e delle reti in nazionale ― San Marino |
| Data                                                                      | Città                                                                     | In casa                                                                   | Risultato                                                                 | Ospiti                                                                    | Competizione                                                              | Reti                                                                      | Note                                                                      |
| ------------------------------------------------------------------------- | ------------------------------------------------------------------------- | ------------------------------------------------------------------------- | ------------------------------------------------------------------------- | ------------------------------------------------------------------------- | ------------------------------------------------------------------------- | ------------------------------------------------------------------------- | ------------------------------------------------------------------------- |
| 17-11-2022                                                                | Gros Islet                                                                | Saint Lucia                                                               | 1 – 1                                                                     | San Marino                                                                | Amichevole                                                                | 1                                                                         | 57’                                                                       |
| 20-11-2022                                                                | Gros Islet                                                                | Saint Lucia                                                               | 1 – 0                                                                     | San Marino                                                                | Amichevole                                                                | -                                                                         | 39’ 84’                                                                   |
| 23-3-2023                                                                 | Serravalle                                                                | San Marino                                                                | 0 – 2                                                                     | Irlanda del Nord                                                          | Qual. Euro 2024                                                           | -                                                                         |                                                                           |
| 26-3-2023                                                                 | Lubiana                                                                   | Slovenia                                                                  | 2 – 0                                                                     | San Marino                                                                | Qual. Euro 2024                                                           | -                                                                         | 58’                                                                       |
| 16-6-2023                                                                 | Parma                                                                     | San Marino                                                                | 0 – 3                                                                     | Kazakistan                                                                | Qual. Euro 2024                                                           | -                                                                         | 70’                                                                       |
| 7-9-2023                                                                  | Copenaghen                                                                | Danimarca                                                                 | 4 – 0                                                                     | San Marino                                                                | Qual. Euro 2024                                                           | -                                                                         | 86’                                                                       |
| 10-9-2023                                                                 | Serravalle                                                                | San Marino                                                                | 0 – 4                                                                     | Slovenia                                                                  | Qual. Euro 2024                                                           | -                                                                         |                                                                           |
| 14-10-2023                                                                | Belfast                                                                   | Irlanda del Nord                                                          | 3 – 0                                                                     | San Marino                                                                | Qual. Euro 2024                                                           | -                                                                         | 88’                                                                       |
| 17-10-2023                                                                | Serravalle                                                                | San Marino                                                                | 1 – 2                                                                     | Danimarca                                                                 | Qual. Euro 2024                                                           | -                                                                         | 75’                                                                       |
| 17-11-2023                                                                | Astana                                                                    | Kazakistan                                                                | 3 – 1                                                                     | San Marino                                                                | Qual. Euro 2024                                                           | -                                                                         | 77’                                                                       |
| 20-11-2023                                                                | Serravalle                                                                | San Marino                                                                | 1 – 2                                                                     | Finlandia                                                                 | Qual. Euro 2024                                                           | -                                                                         | 90+2’                                                                     |
| 24-3-2024                                                                 | Serravalle                                                                | San Marino                                                                | 0 – 0                                                                     | Saint Kitts e Nevis                                                       | Amichevole                                                                | -                                                                         | 68’                                                                       |
| 10-10-2024                                                                | Gibilterra                                                                | Gibilterra                                                                | 1 – 0                                                                     | San Marino                                                                | UEFA Nations League 2024-2025 - 1º turno                                  | -                                                                         | 70’ 76’                                                                   |
| 13-10-2024                                                                | Andorra la Vella                                                          | Andorra                                                                   | 2 – 0                                                                     | San Marino                                                                | Amichevole                                                                | -                                                                         | 78’                                                                       |
| 15-11-2024                                                                | Serravalle                                                                | San Marino                                                                | 1 – 1                                                                     | Gibilterra                                                                | UEFA Nations League 2024-2025 - 1º turno                                  | -                                                                         | 72’                                                                       |
| 18-11-2024                                                                | Vaduz                                                                     | Liechtenstein                                                             | 1 – 3                                                                     | San Marino                                                                | UEFA Nations League 2024-2025 - 1º turno                                  | 1                                                                         | 75’                                                                       |
| 7-6-2025                                                                  | Zenica                                                                    | Bosnia ed Erzegovina                                                      | 1 – 0                                                                     | San Marino                                                                | Qual. Mondiali 2026                                                       | -                                                                         | 66’                                                                       |
| 10-6-2025                                                                 | Serravalle                                                                | San Marino                                                                | 0 – 4                                                                     | Austria                                                                   | Qual. Mondiali 2026                                                       | -                                                                         | 72’                                                                       |
| Totale                                                                    |                                                                           | Presenze                                                                  | 18                                                                        |                                                                           | Reti                                                                      | 2                                                                         |                                                                           |

## Palmarès

### Club

#### Competizioni regionali
- Eccellenza Emilia-Romagna: 1

Victor San Marino: 2022-2023 (Girone B)

### Individuale
- Golden Boy FSGC: 1

2023